# Yeoseonsaeng vs yeojeja
Yeoseonsaeng vs yeojeja (여선생 vs 여제자?), noto anche con il titolo internazionale Lovely Rivals, è un film del 2004 scritto e diretto da Jang Kyu-sung.

## Trama
Yeo Mi-ok è un'insegnante delle elementari che si innamora di un suo collega; una delle sue studentesse, Go Mi-nam, ha tuttavia preso una cotta per l'uomo, e perciò cercherà in ogni modo di allontanarlo da lei.